# Александрув (гміна Рибно)
Александрув (пол. Aleksandrów) — село в Польщі, у гміні Рибно Сохачевського повіту Мазовецького воєводства.
Населення — 122 особи (2011).
У 1975-1998 роках село належало до Скерневицького воєводства.

## Демографія
Демографічна структура станом на 31 березня 2011 року:
|          | Загалом | Допрацездатний вік | Працездатний вік | Постпрацездатний вік |
| -------- | ------- | ------------------ | ---------------- | -------------------- |
| Чоловіки | 56      | 10                 | 40               | 6                    |
| Жінки    | 66      | 15                 | 35               | 16                   |
| Разом    | 122     | 25                 | 75               | 22                   |